# Tetraponera nitens
Tetraponera nitens é uma espécie de formiga do gênero Tetraponera, pertencente à subfamília Pseudomyrmecinae.